# NGC 4854
NGC 4854 је спирална галаксија у сазвежђу Береникина коса која се налази на NGC листи објеката дубоког неба.
Деклинација објекта је + 27° 40' 27" а ректасцензија 12h 58m 47,6s. Привидна величина (магнитуда) објекта NGC 4854 износи 14,0 а фотографска магнитуда 15,0. Налази се на удаљености од 94,383 милиона парсека од Сунца. NGC 4854 је још познат и под ознакама MCG 5-31-49, CGCG 160-70, DRCG 27-58, PGC 44502.